# Henry Brunner
Henry Brunner (22 de enero de 1838 - 17 de junio de 1916) fue un químico inglés.
Brunner nació en Everton, Liverpool. Era el hijo mayor de John Brunner, un suizo, y Margaret Curphey, quien era originaria de la Isla de Man. Se educó en la escuela de su padre, St. George's House, Everton, y posteriormente en la Escuela Politécnica Federal de Zúrich. En 1861 fue empleado por John Hutchinson en su negocio químico en Widnes, Lancashire donde trabajó como químico jefe. En parte por su capacidad de hablar Alemán, se volvió amigo de Ludwig Mond cuando este último entró a trabajar en la compañía en 1862. Henry se encargó de la primera estancia temporal de Mond en Widnes en el "Mersey Inn". Al parecer, Henry convenció a Hutchinson de invertir en el proceso de recuperación de azufre de Mond. Luego de un tiempo de la muerte de Hutchinson en 1865, formó junto a Hedley y Young la firma "John Hutchinson and Company", y posteriormente se convertiría en director de Brunner, Mond y Compañía.
Henry era hermano mayor de John Tomlinson Brunner, quien se convirtió en gerente general de los trabajos de Hutchinson y posteriormente, junto a Mond, estableció la "Brunner Mond Company".
Henry se casó con Sarah Jane McClellan, hija de John McClellan, fabricante de bórax, en 1868. Vivieron en Appleton, Widnes, y posteriormente se trasladaron a Huyton, donde Henry murió en 1916.